# El Palo Alto

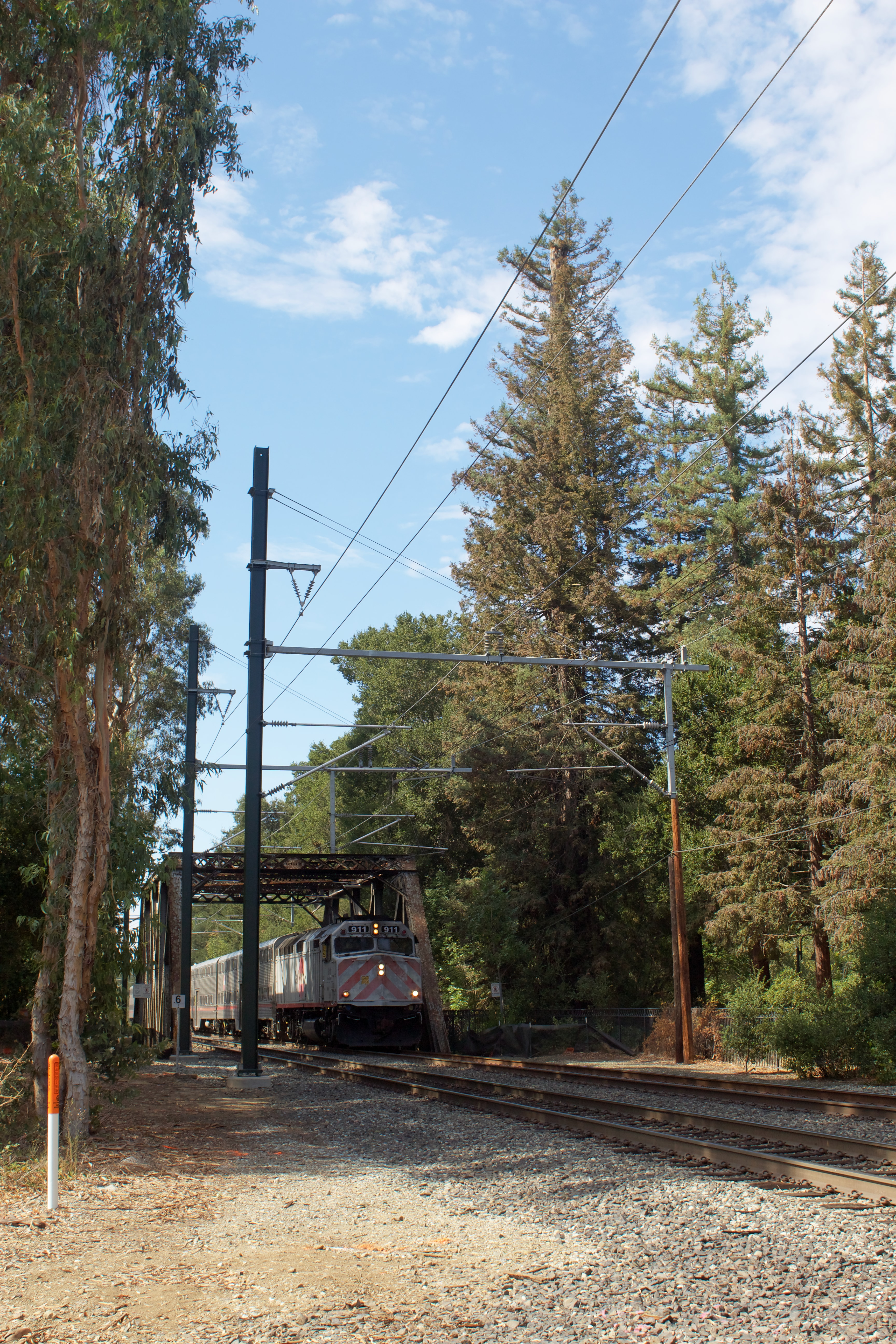
El Palo Alto, 2022

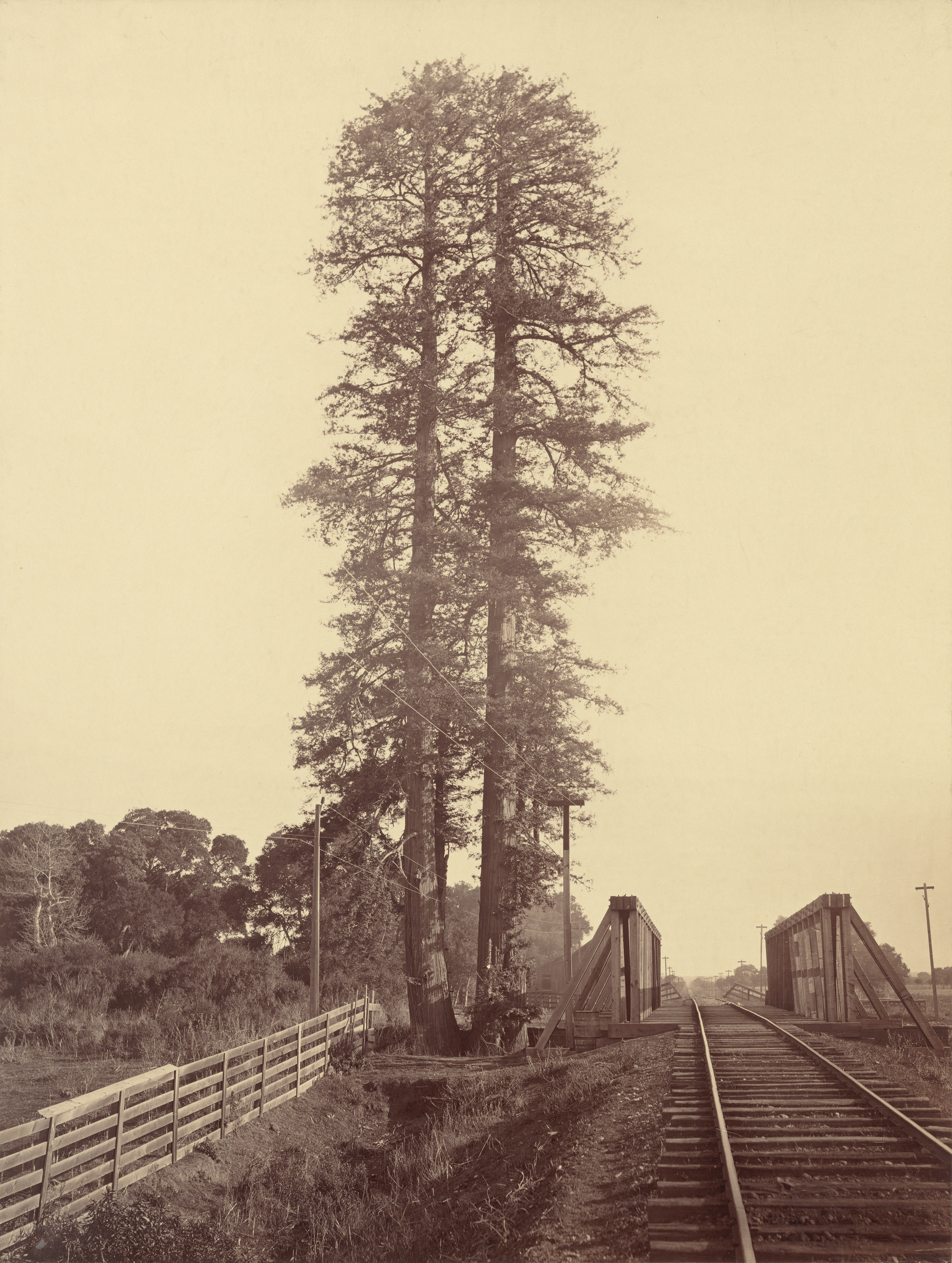
Der Baum mit Doppelstamm. Albuminabzug von 1870

El Palo Alto ist ein Küstenmammutbaum (Sequoia sempervirens), der im El Palo Alto Park an den Ufern des San Francisquito Creek in Palo Alto, Kalifornien, Vereinigte Staaten liegt. El Palo Alto bedeutet im spanischen der hohe Pfahl oder Mast.
El Palo Alto ist 110 Fuß (33,5 Meter) hoch (im Vergleich dazu 134,6 Fuß bzw. 41 Meter im Jahre 1951), er hat einen Durchmesser von 90 Inches (2,3 Meter) und eine Krone mit einer Spannweite von 40 Fuß (12 Meter).
Der Baum ist auf Nummer 2 der Liste der California Historical Landmarks (Nummer 1 ist das Zollamt Monterey). Er ist von der National Arborist Association und der Internationalen Gesellschaft für Baumzucht wegen seiner historischen Bedeutung als „Lagerplatz der Teilnehmer der Portola-Expedition von 1769“, als von den Costanoan/Ohlone-Indianern besuchter Baum und als trigonometrischer Punkt für Landvermesser, die den El Camino Real vermessen hatten, anerkannt. Der Baum ist auf dem Amtssiegel der Stadt Palo Alto und dem Siegel der Universität Stanford abgebildet. Er ist vermutlich der Ursprung für den Namen der Stadt.
1955 wurde das Alter des Baumes mit einem Zuwachsbohrer auf genau 1015 Jahre bestimmt. Er ist angeblich heute gesünder als vor 100 Jahren. El Palo Alto hatte ursprünglich einen Doppelstamm, aber eine Flut am San Francisquito Creek im Jahre 1887 riss einen der beiden Stämme ab.
Eine Schmuckplatte an der Baumbasis trägt die folgende Inschrift:

„Unter diesem Riesenmammutbaum, dem Palo Alto, lagerte vom 6. November bis 11. November 1729 Portola mit seinen Leuten auf der Expedition, bei der die San Francisco Bay entdeckt wurde, dies war der Versammlungspunkt für ihre Erkundungsabteilungen. Hier errichtete 1774 Padre Palou ein Kreuz, um den Platz für eine geplante Mission zu markieren. Die berühmte topographische Karte von Pedro Font aus dem Jahr 1776 enthielt die Zeichnung des ursprünglichen, doppelstämmigen Baumes, was den Palo Alto zum ersten amtlichen lebenden Wahrzeichen Kaliforniens machte.“

Die erwähnte Mission wurde später in Santa Clara gebaut.